# Needed Me
«Needed Me» — третій сингл восьмого студійного альбому барбадосько-американської поп-співачки Ріанни — «Anti». Сингл вийшов 30 березня 2016.

## Список композицій
| Міні-альбоми із денс-реміксами | Міні-альбоми із денс-реміксами     | Міні-альбоми із денс-реміксами |
| #                              | Назва                              | Тривалість                     |
| ------------------------------ | ---------------------------------- | ------------------------------ |
| 1.                             | «Needed Me» (R3hab Remix)          | 3:19                           |
| 2.                             | «Needed Me» (Salva Remix)          | 3:59                           |
| 3.                             | «Needed Me» (W&W Remix)            | 3:25                           |
| 4.                             | «Needed Me» (Attlas Remix)         | 4:23                           |
| 5.                             | «Needed Me» (Cosmic Dawn Club Mix) | 5:21                           |

## Чарти
Тижневі чарти
| Чарт (2016)                                          | Позиція |
| ---------------------------------------------------- | ------- |
| Австралія ARIA                                       | 44      |
| Австрія Austrian Singles Chart                       | 71      |
| Бельгія Belgium (Ultratop 50 Flanders) (Фландрія)    | 2       |
| Бельгія Belgium (Ultratop Flanders Urban) (Фландрія) | 13      |
| Бельгія Belgium (Ultratop 50 Wallonia) (Валлонія)    | 11      |
| Канада Canadian Hot 100                              | 25      |
| Чехія Singles Digitál Top 100                        | 29      |
| Франція SNEP                                         | 94      |
| Німеччина Official German Charts                     | 57      |
| Угорщина Single Top 40                               | 31      |
| Ірландія IRMA                                        | 47      |
| Італія FIMI                                          | 46      |
| Нідерланди Single Top 100                            | 42      |
| Нова Зеландія RMNZ                                   | 14      |
| Португалія AFP                                       | 21      |
| Словаччина Singles Digitál Top 100                   | 17      |
| Іспанія PROMUSICAE                                   | 79      |
| Швеція Sverigetopplistan                             | 34      |
| Швейцарія Schweizer Hitparade                        | 45      |
| Велика Британія (R&B) Official Charts Company        | 7       |
| Велика Британія (Singles) Official Charts Company    | 38      |
| США Billboard Hot 100                                | 7       |
| США Dance Club Songs (Billboard)                     | 1       |
| США Hot R&B/Hip-Hop Songs (Billboard)                | 1       |
| США Mainstream Top 40 (Billboard)                    | 16      |
| США Rhythmic (Billboard)                             | 1       |

## Продажі
| Країна                | Сертифікат | Сертифікація (таблиця продажів та сертифікатів) |
| --------------------- | ---------- | ----------------------------------------------- |
| Австралія (ARIA)      | Платина    | +70,000                                         |
| Бразилія (ABPD)       | 2× Платина | +80,000                                         |
| Канада (Music Canada) | 2× Платина | +160,000                                        |
| Данія (IFPI)          | Платина    | +90,000                                         |
| Франція (IFPI)        | Золото     | +66,000                                         |
| Німеччина (BVMI)      | Золото     | +200,00                                         |
| Італія (FIMI)         | Платина    | +50,000                                         |
| Нова Зеландія (RMNZ)  | Платина    | +30,000                                         |
| Швеція (GLF)          | 2× Платина | +80,000                                         |
| Велика Британія (BPI) | Платина    | +600,000                                        |
| США (RIAA)            | 5× Платина | +5,000,000                                      |